# بارت أوتس
بارت أوتس (بالإنجليزية: Bart Oates)‏ هو محامي أمريكي، ولد في 16 ديسمبر 1958 في ميسا في الولايات المتحدة.

## وصلات خارجية
- بارت أوتس على موقع مرجع كرة القدم المحترفة.كوم (الإنجليزية)